# Виронас
Виронас (на гръцки: Βύρωνας) е град в Гърция. Населението му е 61 308 жители (по данни от 2011 г.), а площта 9,204 кв. км. Намира се в часова зона UTC+2. Пощенският му код е 162 xx, телефонния 210, а МПС кода Z. Част е от Атинския метрополен район и се намира в югоизточната му част.